# Soltvadkert vasútállomás
Soltvadkert vasútállomás (átadáskori nevén, pár nap erejéig Vadkert, majd Vadkert-Tázlár, végül Soltvadkert-Tázlár) egy Bács-Kiskun vármegyei vasútállomás, Soltvadkert településen, a MÁV üzemeltetésében. A belterület déli szélén helyezkedik el, közúti elérését csak önkormányzati utak biztosítják.

## Vasútvonalak
Az állomást az alábbi vasútvonalak érintik:
- Budapest–Kelebia-vasútvonal

## Kapcsolódó állomások
A vasútállomáshoz az alábbi állomások vannak a legközelebb:
- Kiskőrös vasútállomás (Budapest–Kelebia-vasútvonal)
- Pirtói szőlők megállóhely (Budapest–Kelebia-vasútvonal)

## Forgalom
| Járat | Útvonal | Gyakoriság |
| ----- | --- | ---------- |
|       | A vonalon a vasúti szolgáltatás szünetel, a vonatok helyett a Volánbusz járatai közlekednek. A legközelebbi buszmegálló: Soltvadkert, vasútállomás |            |